# Cuphea dactylophora
Cuphea dactylophora är en fackelblomsväxtart som beskrevs av Emil Bernhard Koehne. Cuphea dactylophora ingår i släktet blossblommor, och familjen fackelblomsväxter. Inga underarter finns listade i Catalogue of Life.